# Señal Colombia
Señal Colombia est une chaîne de télévision colombienne créée le 9 février 1970 qui appartient à Radio Televisión Nacional de Colombia (RTVC). Son objectif est de diffuser des programmes éducatifs et culturels locaux qui reflètent la culture et les goûts de la population colombienne.
Lancée en 1970 sous le nom de Canal 11, elle s'est également appelée Cadena Tres ou Canal Tres fin des années 1980 et début des années 1990.
Le nom actuel est utilisé par la chaîne depuis le 13 décembre 1995.
Cette société de télévision est membre de l'Organisation des Télécommunications Ibéro-Américaines (OTI).